# Championnat du Danemark masculin de handball de deuxième division
Le Championnat du Danemark de deuxième division, ou Division 1, est le deuxième niveau de la hiérarchie du handball danois, la division supérieure est le Championnat du Danemark masculin de handball et la troisième est la Division 2.

## Palmarès  depuis la saison 2008-2009
| Saison    | Champion                 |
| --------- | ------------------------ |
| 2008-2009 | Lemvig-Thyborøn Håndbold |
| 2009-2010 | Frederiksberg IF         |
| 2010-2011 | Nordsjælland Håndbold    |
| 2011-2012 | Ribe-Esbjerg HH          |
| 2012-2013 | GOG Håndbold             |
| 2013-2014 | HC Midtjylland           |
| 2014-2015 | Nordsjælland Håndbold    |
| 2015-2016 | Randers HH               |
| 2016-2017 | ...                      |
| 2017-2018 | TMS Ringsted             |
| 2018-2019 | Fredericia HK            |
| 2019-2020 | TMS Ringsted             |
| 2020-2021 | Nordsjælland Håndbold    |